# The Mirror Conspiracy
Albums de Thievery Corporation
Sounds from the Thievery Hi-Fi The Richest Man in Babylon
The Mirror Conspiracy est le 2e album de Thievery Corporation sorti en 2000.

## Liste des titres
1. Treasure
2. Le Monde
3. Indra
4. Lebanese Blonde
5. Focus On Light
6. Air Batucada
7. So Com Voce
8. Samba Tranquille
9. Shadows Of Ourselves
10. The Hong Kong Triad
11. Illumination
12. The Mirror Conspiracy
13. Tomorrow